# Gálosfa
Gálosfa es un pueblo ubicado en el distrito de Kaposvár, en el condado de Somogy, Hungría.

## Superficie
Posee una superficie de 19,76 kilómetros cuadrados.

## Demografía
Hasta 2019 la población era de 203 habitantes, con una densidad de población de 10,27 habitantes por kilómetro cuadrado.